# American garden rose selections
Durante las décadas pasadas desde la década de 1930 las pruebas realizadas a los híbridos de las nuevas rosas por la organización All-America Rose Selections (AARS) han sido las pruebas estándar reconocidas en todos los Estados Unidos. La marca AARS fue exhibida con orgullo en las etiquetas y en los catálogos junto a las rosas que se ganaron el derecho a recibirla. Pero, como tantas cosas en los últimos años la economía tuvo su efecto, y desde el año 2013 en que se otorgaron los últimos galardones el AARS ha dejado de existir. Esto ha dejado a las sociedades de la rosa de los Estados Unidos sin un verdadero juicio nacional que ponga a prueba las mismas rosas en los jardines de todo Estados Unidos.
Afortunadamente algunas personas con visión de futuro decidieron hacer algo al respecto y mediante un acuerdo ha surgido el reemplazo al AARS, este es el " American Garden Rose Selections"™ (AGRS™).

## Historia
El 1 de junio de 2012 se celebró un simposio como el evento de apertura del "Great Rosarians of the World™ (GROW™), Lecture Series" (las Grandes Rosaledas del Mundo) por la Cátedra de la Costa Este en la ciudad de Nueva York. 
El objetivo del simposio fue explorar nuevas formas en que la American Rose Society (ARS) y la industria de la rosa podrían trabajar juntos. Todo el mundo se dio cuenta de que la industria de la rosa prospera, al mismo tiempo lo mismo ocurre con las ARS y vice-versa. Las discusiones apuntaron a la idea de formar un programa de pruebas y galardones para tomar el relevo de las pruebas realizadas por la anteriormente existente "All-America Rose Selections"  (AARS).
El resultado fue la idea de crear una prueba en la que se reconocería a las rosas que sean fáciles de cultivar, resistente a las enfermedades y adecuadas para las diferentes regiones de Estados Unidos. Las rosas se pueden introducir en todos los jardines de pruebas, pero si una rosa por ejemplo es excepcional en las condiciones climáticas del sureste, entonces se resaltará como una gran rosa para esa región. 
También se incentivará la consecución de una rosa que tenga facilidad de cultivo en todos los climas de Estados Unidos. Las normas y los protocolos se basan en las pruebas ADR alemanas.

## Objetivos
Los objetivos que se ha marcado la "American Garden Rose Selections" son los de,
- Reconocer y recomendar las mejores variedades de rosas de jardín dignas para las distintas regiones de los Estados Unidos.
- A través de pruebas, proporcionar información objetiva y confiable para el público en general.

## Rosaledas de pruebas
Está previsto que las rosaledas o jardines botánicos de pruebas de las nuevas rosas sean :
- Columbus Park of Roses, Columbus, OH
- Chicago Botanical Garden, Glencoe, IL
- Edisto Memorial Garden, Orangeburg, SC
- LSU Burden Center Garden, Baton Rouge, LA
- Master Gardeners’ Rose Garden, Kennewick, WA
- Portland International Test Garden, Portland, OR
- Queens Botanical Garden, Flushing, NY
- Reiman Gardens, Ames, IA
- Trial Rose Garden, Farmers Branch, TX
- San Jose Municipal Rose Garden, San José, CA
- Stanley Park of Westfield Garden, Westfield, MA
- The Arboretum, State Botanical of Kentucky, Lexington, KY

## Galardones
Está previsto que empicen a otorgarse galardones de "American Garden Rose Selections"™ de premio de la elección regional "Regional Choice Awards" y de premio a la fragancia "Fragrance Award" a partir del año 2017.